# جربوكي
جربوكي بالإنجليزية (jorboky)، هي منطقة تقع في شمال دارفور على بعد 9 كلم جنوب محلية كرنوي في دولة السودان. وهي من أبرز مناطق مقاطعة دارقلا. تقسم إلى أربع قرى هي شرتيبا، تندوباي، كيكاء وقربوهير. تقع في منتصف الطريق بين مدينتي كرنوي وابوقمرة علي ضفاف الوادي ماريك.و تتبع إداريا لمحلية كرنوي، وعاصمتها كيكاء.و عمدة عشيرة هو هارون احمد حسن جدو

## اصل التسمية[2]
يعود أصل التسمية إلى (رهد) بالقرب من منطقة كانت تشرب منها حيوانات كثيرة، ومنها الفيلة. والكلمة تتكون من جزئين هما (جربو) بمعنى «فيل» بلغة زغاوة و (كي) بمعني «رهد». ويقال أن هناك فيل يشرب من هذا الرهد كل صباح لذا سميت المنطقة (جربوكي) أي رهد الفيل.

## السكان وأنشطتهم
يبلغ عدد سكان جربوكي تقريبا 14,327 نسمة، يعتمد أغلبهم على تربية الماشية والتجارة المحلية. توجد في المنطقة مدرسة تعرف باسم مدرسة جربوكي الأساسية المختلطة، تأسست عام 1995، وكان أول مدير لها الأستاذ أبكر التوم أبكر. بلغ عدد طلابها عام 2003، حوالي 2100 طالب وطالبة. واحتلت مرتبة أولى على مستوي محلية كرنوي في امتحانات الشهادة الأساسية للعام الدراسي 2003م، حيث امتحن طلابها آنذاك في محلية الطينة قرب الحدود مع دولة تشاد بسبب الحرب في دارفور.
اما الآن يبلغ عدد طلابها حوالي 4509 طالب وطالبه ومن ابرز المعلمين:-
1-ابوبكر التوم ابكر (فيل)
2-حسن محمد احمد
3-بابكر احمد صابر جري
4-عبد الله ادريس عيسى نهار
5-التوم ادم ديار ودسه
6-عبد الله احمد صالح ادريس
7-دهب عبد الله حسب الله
8-مختار سليمان منصور 
9-ادم إسماعيل يعقوب جري
10-عبدالعزيزاسماعيل احمد مناوي 
11-فاطمه سليمان إبراهيم ادريس

## الاقتصاد والديموغرافية
تتم في المنطقة جربوكي زراعة المحاصيل الذرة و الدخن السمسم وبعض خضروات مثل طماطم وبطيخ والباميا. ويمتاز جربوكي بثروة حيوانية كبيرة قوامها الإبل والغنم والبقر. القبيلة الرئيسية التي تسكن المنطقة هي الزغاوة فقط أي بما يعرف (بالزغاوة قلا)، وتمثل عشيرة تبرا اغلبية السكان حوالي 98% .و يتحدثون اللغة الزغاوة.
تتكون جربوكي من أربع قري:
| الرقم | قرية    | تعدد | عام  |
| ----- | ------- | ---- | ---- |
| 01    | كيكاء   | 5752 | 2017 |
| 02    | شرتيبا  | 2750 | 2017 |
| 03    | تندباي  | 3275 | 2017 |
| 04    | قربوهير | 2550 | 2017 |

### الجغرافيا
تقع جربوكي في شمال دارفور، تحدها كرنوي من الشمال منطقة كامو من الشرق، منطقة توقي ووادي سيرا من الجنوب ومنطقة هلالية من الغرب و تشغل ارضها قسما من الجبال ماريك وجبل جربوكي، وتحتوي العديد من الأودية.

### الرياضة
كرة القدم هي أكثر رياضة شعبية في المنطقة خصوصا في وسط الشباب. وهناك فريق يُمثل جربوكي، كما في معظم أنحاء العالم، تاهلت مرة واحدة ولعبت مع فريق كرنوي واحرزت هدفين دون المقابل وكانت ذلك أول إنجاز لفريق جربوكي خارج منطقته. بجانب كرة القدم هناك السباق الخيول وجمال خاصا في الاعياد وأول من فبراير من كل عام.

## الثقافة
تتمثل في نقارة زغاوة أو ماي كيتي ومن ابرز العازفون النقارة {احمد حجر كوكو}
والالعاب. الشعبية مثل الحجوري والجراري والرقصات الاخري 
مصادر: صحيفة الراكوبة الإلكترونية  
```
موقع شبكة جربوكي علي الإنترنت 
http://gorboky.blogspot.com
```